# Parisiet

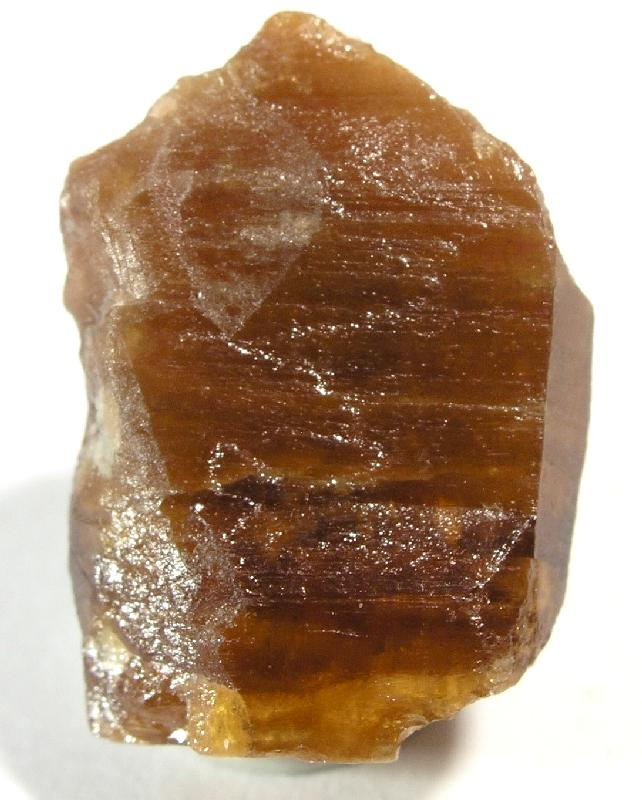
Parisiet

Het mineraal parisiet is een calcium-cerium-lanthanium-fluor-carbonaat met de chemische formule Ca(Ce,La)2(CO3)3F2. Het mineraal kan ook sporen van neodymium bevatten.

## Eigenschappen
Het doorzichtige tot doorschijnende gele tot bruine parisiet heeft een vet- tot glasglans, een witte streepkleur en de splijting is duidelijk volgens kristalvlak [0001]. Parisiet heeft een gemiddelde dichtheid van 4,36 en de hardheid is 4,5. Het kristalstelsel is trigonaal en het mineraal is zwak radioactief. De gamma ray waarde volgens het American Petroleum Institute is 50.156,22.

## Naamgeving
Het mineraal parisiet is genoemd naar de eigenaar van de Muzomijn in Colombia, J. J. Paris.

## Voorkomen
Parisiet wordt gevonden in calciet-aders in hydrothermale afzettingen. Het mineraal is zeldzaam en de typelocatie is de Muzomijn ten noorden van Bogota, Colombia.